# 科米诺岛
科米诺岛，又称凯穆纳岛（英语：Comino；马耳他语：Kemmuna），古称Ephaestia（古希腊语：Ηφαιστεία）是马耳他群岛中的第三大岛，位于马耳他两大岛屿马耳他岛与戈佐岛之间，总面积3.5km2(1.35平方英里)。该岛“科米诺”之名源自于在马耳他群岛曾经繁盛的孜然种子。

科米诺岛是马耳他仅有的三个有人居住的岛之一，同时也是马耳他共和国人口密度最低的地区。2017年因为第四位常住人口的去世，岛上常住人口仅剩3人，并有一个牧师与一个警察从附近的戈佐岛来此处理本岛事务。

由于临近大西洋，环境优美，且医院骑士团在岛上留下了大量古迹，科米诺岛时常有游客造访。岛上有蓝色礁湖、圣玛利亚塔等景观，并有一个酒店专门招待游客来访。科米诺岛与马耳他岛与戈佐岛距离较近，可通过水路与其他两岛沟通。

在行政规划上，该岛是戈佐地区艾因西莱姆市镇（主体位于戈佐岛东南部）的一部分。该岛现为马耳他的自然保护区及鸟类保护区，同时也是国际鸟盟指定的重点鸟区之一 。

## 历史
早在罗马帝国时期，科米诺岛就已经有农民在上面定居、耕作，但是由于岛上荒凉贫瘠，该岛在历史上长期保持着人烟稀少的状态，或被私人所拥有，甚至说完全被人遗弃。

数千年来，作为马耳他群岛当中的一部分，科米诺岛随着马耳他而历史变迁。在罗马帝国时期，马耳他与科米诺岛为帝国治下的自治区。从罗马帝国灭亡到十三世纪这一段时间里，科米诺岛与马耳他一起相继受拜占庭帝国、阿拉伯帝国、诺曼人、神圣罗马帝国以及法兰克人的统治，并于诺曼统治后，与马耳他一起成为新成立的西西里王国一部分。

该岛崎岖的海岸线有着许多如星星般点缀的深邃洞穴，这些洞穴在中世纪时期开始就受到海盗，以及掠夺者们的欢迎。岛上的洞穴和海湾经常被海盗们当作藏身之所，或被用作袭击、掠夺从马耳他岛和戈佐岛之间经过的各个不幸船只的中转站。因此，该岛在数百年的时间里海盗横行，巴巴里海盗、土耳其海盗等都以此为基地，在附近海域劫掠商船。

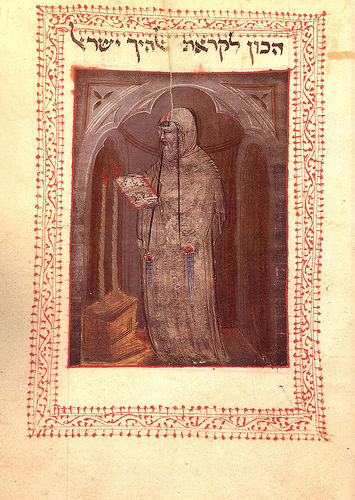
阿布拉菲亚其中一本著作的封面

因为荒无人烟，该岛也吸引了一些隐居者。从1285年到1290年之后的一段时间里，科米诺岛是流亡的犹太先知和卡巴拉主义者亚伯拉罕·阿布拉菲亚的最后住处。在科米诺岛居住期间，阿布拉菲亚创作了《Sefer ha-Ot》（神迹之书）和他的最后一部作品《Imre Shefer》（美的语言），并被认为于1291年之后的某个时段在岛上去世。

1282年，因为西西里晚祷事件，位于伊比利亚半岛东部的阿拉贡王国乘机入侵了西西里岛，并从法兰克人手中夺得了西西里王国的王冠和整个西西里岛，属西西里王国的科米诺岛开始由阿拉贡国王统治。后来阿拉贡与伊比利亚半岛另一大国卡斯蒂利亚整合成为西班牙，科米诺亦受西班牙统治。

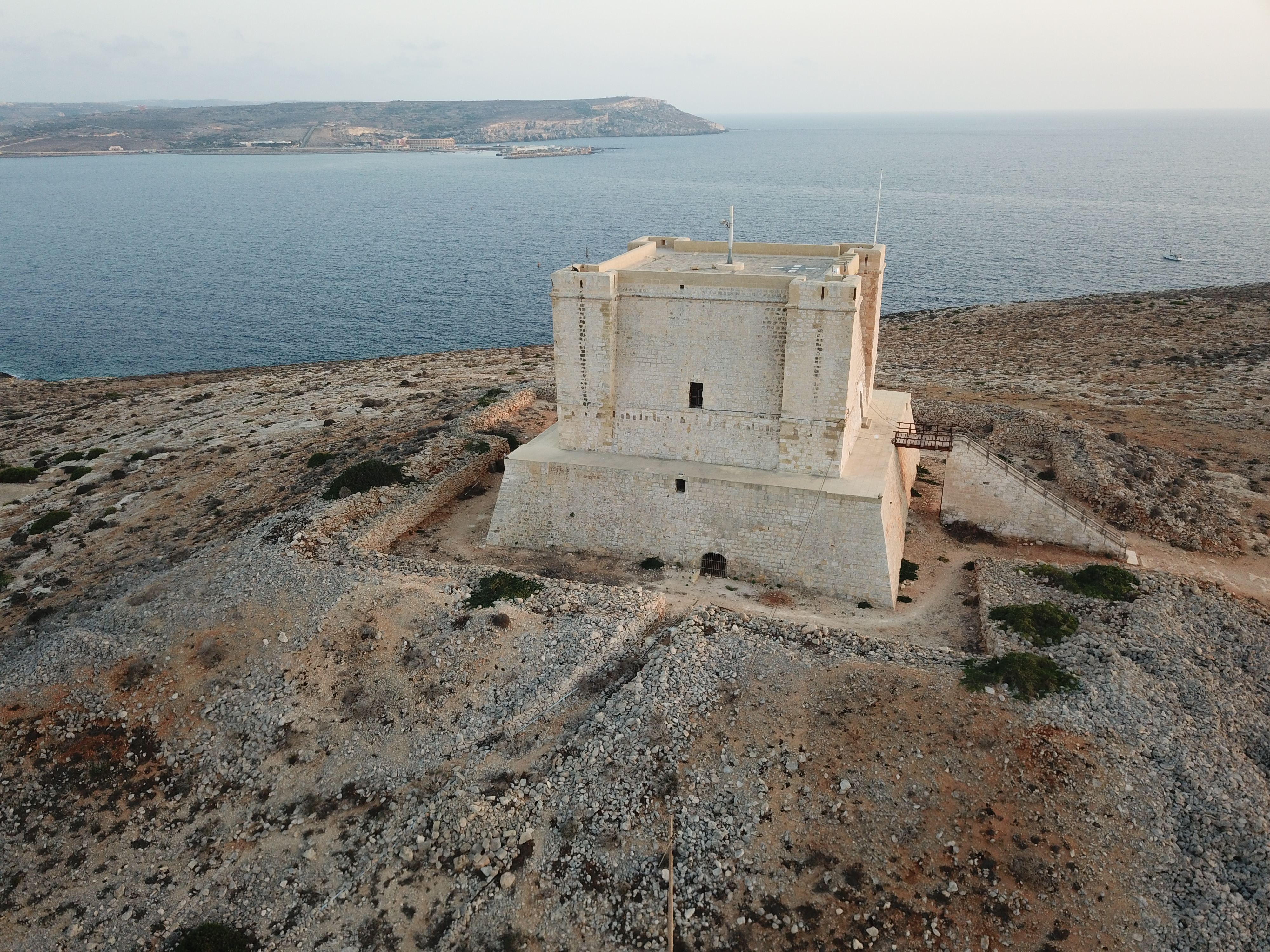
圣玛利亚塔

1522年，因为奥斯曼帝国的进攻，医院骑士团被逐出了罗德岛，在欧洲居无定所，四处流浪。后来在1530年，教宗克雷芒七世与西班牙国王兼神圣罗马帝国皇帝查理五世允许他们来到马耳他，他们在岛上建立了马耳他主权骑士团。马耳他骑士团将科米诺岛用作狩猎和娱乐场所。骑士们禁止他人在岛上偷猎包括野猪和野兔等的动物，一经定罪，偷猎者可能会判罚在骑士团厨房当三年奴隶。在十六、十七世纪中，科米诺岛成为一个用于监禁或流放犯下罪行的骑士的地方。被判犯有轻微罪行的骑士偶尔会被判处去岛上的圣玛丽亚塔去单独执行危险的任务。

1798年，法国以拿破仑为统帅，派遣大军远征埃及，当大军途经马耳他时，拿破仑从骑士团手中夺取了战略地位重要的马耳他，科米洛岛也成为法国领土。在法国占领马耳他期间，科米诺岛是一个隔离区，岛上建有隔离医院；同时，该岛也是一个犯人被审判前临时关押的临时监狱。

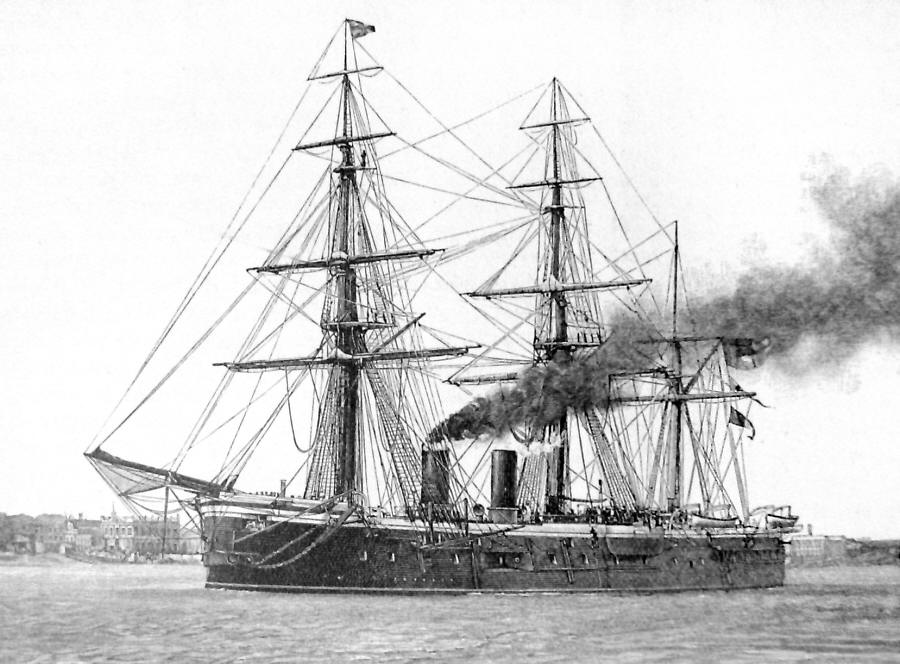
HMS苏丹号

1800年，英国占领马耳他群岛（包括科米诺岛），并于1814年的《巴黎条约》中确立其为殖民地。1889年3月6日，英国战列舰HMS苏丹号在科米诺海峡的一块未知岩石上搁浅，并且在1889年3月14日沉没于此。意大利Baghino＆Co公司于1889年8月以5万英镑的价格重修了苏丹号，并带回马耳他。

1964年9月21日，马耳他共和国宣布独立，科米诺岛为共和国的一部分，并于1993年被划归戈佐地区。后随马耳他于2004年加入欧盟。

## 旅游
科米诺岛与科米诺托岛（与其相邻的小岛）之间是著名的一个名叫蓝泻湖（马耳他语：Bejn il-Kmiemen，意为“在科米诺群岛之间”）的清澈青色水域。蓝泻湖是一个风景如画的海湾，有着白色的沙滩和丰富的海洋生物，每天都有大量的游客和游船光顾。因为水上水下都景色优美，所以它深受潜水爱好者，潜水爱好者和游泳爱好者的欢迎。科米诺的其他海滩包括圣玛丽亚湾（马耳他语：Ramla ta'Santa Marija）和圣尼古拉斯湾（马耳他语：Bajja San Niklaw）。

科米诺岛亦为拍摄电影的热门地点，若干欧美电影，如《特洛伊》、《基督山伯爵》、一扫而空等都曾在此取景。而在其中最引人注目的是出现在电影《基督山伯爵》中的圣玛利亚塔，这座塔楼的大小达到了原作中伊夫城堡的两倍。